# Moa-priset
Moa Martinson-stipendiet (Moa-priset) är ett litterärt pris på 20 000 svenska kronor som årligen utdelas av Arbetarnas bildningsförbund (ABF) och Moas vänner till en förtjänt person som skriver i Moa Martinsons anda. Priset har utdelats sedan 1989.

## Pristagare
- 1989 – Mary Andersson
- 1990 – Aino Trosell
- 1991 – Ebba Witt-Brattström
- 1992 – Kerstin Engman
- 1993 – Kerstin Ekman
- 1994 – Kerstin Thorvall
- 1995 – Majgull Axelsson
- 1996 – Sara Lidman
- 1997 – Kristina Lugn
- 1998 – Kjell Johansson
- 1999 – Elsie Johansson
- 2000 – Eva Adolfsson
- 2001 – Frida Andersson, Annika Malmborg och Martin Gerber
- 2002 – Rut Berggren
- 2003 – Anita König
- 2004 – Gerda Antti
- 2005 – Ulrika Knutson
- 2006 – Birgitta Holm
- 2007 – Suzanne Osten, Margareta Garpe och Gunnar Edander
- 2008 – Gunilla Nyroos
- 2009 – Anita Goldman
- 2010 – Anneli Jordahl
- 2011 – Gunilla Thorgren
- 2012 – Inger Alfvén
- 2013 – Susanna Alakoski
- 2014 – Kristina Sandberg
- 2015 – Agneta Pleijel
- 2016 – Yvonne Hirdman
- 2017 – Anna Jörgensdotter
- 2018 – Sara Stridsberg[1]
- 2019 – Maj Wechselmann[2]
- 2020 – Märta Tikkanen[3]
- 2021 – Vibeke Olsson[4]
- 2022 – Åsa Arping och Rasmus Landström[5]
- 2023 – Ann-Helén Laestadius[6]